# Coptocephala unicolor
Coptocephala unicolor é uma espécie de insetos coleópteros polífagos pertencente à família Chrysomelidae.
A autoridade científica da espécie é Lucas, tendo sido descrita no ano de 1845.
Trata-se de uma espécie presente no território português.